# Kaäke
Kaäke (Kaake, Qā’āqē), Salishan pleme nekad naseljeno na jugoistočnoj obali otoka Valdez u kanadskoj provinciji Britanska Kolumbija. Govorili su dijalektom jezika comox a Swanton ih navodi kao jednu njihovu lokalnu skupinu. Navodi ih Boas u MS, B. A. E., 1887. Nestali.

## Vanjske poveznice
- Comox  Arhivirana inačica izvorne stranice od 11. svibnja 2008. (Wayback Machine)